# كريم العدل
كريم العدل، هو مخرج وممثل مصري، وُلد في 7 ديسمبر 1985، لأسرة فنية، من أعماله فيلم مصور قتيل، وفيلم ولد و بنت، ومسلسل إسود فاتح.